# AFI (band)
 For alternative betydninger, se AFI. (Se også artikler, som begynder med AFI)
AFI, forkortelse for A Fire Inside, er et amerikansk rockband fra Ukiah i Californien, dannet i 1991.

## Historie

### De tidlige år
Mens de stadig gik på Ukiah High School i Ukiah, Californien, oprettede Davey Havok (vokal), Mark Stopholese (guitar) og Vic Chalker (bas) et hardcore punk band kaldet AFI (A Fire Inside) in 1991. Bandet blev inspireret til at lave punk musik, af straight edge grupper som fx Minor Threat, da forsanger Davey Havok (Og senere guitarist Jade Puget, samt bassist Hunter Burgan) lever efter straight edge livsstilen; hvilket er en bevægelse der tager afstand fra alkohol, rygning og ikke mindst stoffer. På det tidspunkt havde bandet ikke nogen til at spille på trommer, og vidste ikke hvordan man spillede på et instrument. Stopholese foreslog hans ven Adam Carson, fordi han havde et trommesæt. Stopholese lærte at spille guitar, Chalker lærte at spille bas og AFI begyndte deres karriere med split-ep'en Dork (1993) med det nu opløste Loose Change, som bl.a. havde den senere AFI-guitarist Jade Puget. Chalker mistede snart interessen og blev erstattet af sangskriver-bassist Geoff Kresge.
AFI blev opløst da deres medlemmer kom til at gå på forskellige kollegier, deriblandt University of California, Berkeley og University of California, Santa Cruz. Kresge flyttede til New York hvor han spillede med Blanks 77. Efter at have genforenet for at optræde med en livekoncert besluttede de andre medlemmer sig til at droppe kollegiet for i stedet at spille med AFI på fuld tid. Mellem 1993 og 1995 udgav de flere vinyl-ep'er (Behind the Times; Eddie Picnic's All Wet; Fly in the Ointment; This Is Berkeley, Not West Bay; AFI/Heckle; Bombing the Bay) uafhængigt. Deres første album i fuld længde, Answer That and Stay Fashionable, blev udgivet i 1995. Very Proud of Ya fulgte snart efter samme år.
Efter flere turnéer for albummet, besluttede Kresge sig for at forlade gruppen. Han blev erstattet af Hunter Burgan på resten af Very Proud of Ya turnéen. Burgan fortsatte med at hjælpe AFI med at indspille Shut Your Mouth and Open Your Eyes og blev inviteret til at blive bassist på fuld tid. Eyes introducerede AFI fans til en mere aggressiv lyd som havde meget mere råben isf. sang.

### Black SailsogArt of Drowning
Efter at have indspillet A Fire Inside EP'en (1998), forlod Stopholese bandet og blev erstattet med Puget, som var en af Havoks nære venner. Efter A Fire Inside EP'en indspillede bandet Black Sails in the Sunset (1999), som blev et musikalsk vendepunkt i bandets karriere. På dette album lå deres oprindelige hardcore-rødder stadig til grund for deres lyd, men der kom flere aspekter som var påvirket af den mørke romantik (man kan høre et digt, "De profundis clamavi", af den franske mørk-romantiske Charles Baudelaire på det skjulte spor "The Midnight Sun").
All Hallows EP (1999) indeholdt singlen "Totalimmortal," et nummer som senere blev spillet af The Offspring til lydsporet til Jeg, mig & Irene. Det blev spillet meget i radioen og gjorde AFI kendt hos et større publikum. Offspring forsanger Dexter Holland blev baggrundsvokal på en række numre på Black Sails.
I 2000 udgav AFI The Art of Drowning som kom på Billboard Charts som nummer 174 . The Days of the Phoenix blev udgivet som en single og video for at gøre reklame for albummet. The Days of the Phoenix solgte, ligesom "Totalimmortal", nogenlunde godt og skaffede bandet PR både i TV og radio.

### Mainstream succes
I 2002 forlod AFI Nitro Records og udgav Sing the Sorrow (2003) på DreamWorks Records. Dog havde bandet takket nej til større pladekontrakter før i tiden. Sangene "Girl's Not Grey", "The Leaving Song Pt. 2" og "Silver and Cold" havde moderat succes på Billboard Chart og gjorde bandet kendt for et større publikum. De blev nomineret i MTV Video Music Awards 2003 i MTV2 award kategorien for videoen "Girl's Not Grey", som blev deres første VMA nogensinde.
Blandt wrestling fans blev de også kendt for nummeret Miseria Cantare, som blev brugt af CM Punk som indgangsmusik mens han wrestlede for Ring of Honor.
I 2006 blev Decemberunderground udgivet på Interscope Records. Anmeldere har bemærket en endnu større udvikling i AFI's lyd på dette album, som bærer præg af Coldwave og New Wave. Albummets første single "Miss Murder" blev #1 på Billboard Modern Rock Charts. Udgivelsen reflekterer bandets voksende fanbase, som er i stadig forandring, og albummet kom ind som nr. 1 på Billboard 200. Albummet har fået Guld af RIAA for over 500.000 solgte eksemplarer.
12. december 2006 udsendte AFI deres første DVD, I Heard a Voice. Bandets fremtidige planer er ukendte, men Havok har sagt at bandet planlægger en turné i sommeren 2007. Derudover har Puget talt om en mulig EP, som ville indeholde uudgivne sanger fra indspilningerne af Decemberunderground.

## Diskografi

### Studiealbum
| Udgivelsesdato | Titel                              | Pladeselskab                                         | US Billboard placering | US omsætning |
| 1995           | Answer That and Stay Fashionable   | Wingnut Records (genudgivet i 1997 af Nitro Records) | -                      | -            |
| 1996           | Very Proud of Ya                   | Nitro Records                                        | -                      | -            |
| 1997           | Shut Your Mouth and Open Your Eyes | Nitro Records                                        | -                      | -            |
| 1999           | Black Sails in the Sunset          | Nitro Records                                        | -                      | -            |
| 2000           | The Art of Drowning                | Nitro Records                                        | #174                   | -            |
| 2003           | Sing the Sorrow                    | Dreamworks Records                                   | #5                     | Platin       |
| 2006           | Decemberunderground                | Interscope Records                                   | #1                     | Guld         |
| 2009           | Crash Love                         | Interscope Records                                   | #12                    |              |

Nitro Records og DreamWorks Records udgivelserne blev alle udgivet som kassettebånd, grammofonplader og CD.

### Opsamlingsplader
| Udgivelsesdato | Titel | Pladeselskab  | US Billboard placering | US omsætning |
| 2004           | AFI   | Nitro Records | #88                    | -            |

Denne opsamlingsplade blev dog ikke udgivet med bandets tilladelse. Efter AFI forlod Nitro Records, blev det udgivet (mens de stadig havde kontrakt med Nitro).

### Singler
| År                                        | Titel                      | Peak chart positions | Peak chart positions | Peak chart positions | Peak chart positions | Peak chart positions | Peak chart positions | Peak chart positions | Peak chart positions | Album                                    |
| År                                        | Titel                      | US                   | US Pop               | US Alt.              | US Main.             | AUS                  | CAN                  | GER                  | UK                   | Album                                    |
| ----------------------------------------- | -------------------------- | -------------------- | -------------------- | -------------------- | -------------------- | -------------------- | -------------------- | -------------------- | -------------------- | ---------------------------------------- |
| 2001                                      | "The Days of the Phoenix"  | —                    | —                    | —                    | —                    | —                    | —                    | —                    | 152                  | The Art of Drowning                      |
| 2003                                      | "Girl's Not Grey"          | 114                  | —                    | 7                    | 33                   | —                    | —                    | —                    | 22                   | Sing the Sorrow                          |
| 2003                                      | "The Leaving Song, Pt. II" | —                    | —                    | 16                   | 31                   | 27                   | —                    | —                    | 43                   | Sing the Sorrow                          |
| 2003                                      | "Silver and Cold"          | —                    | —                    | 7                    | 39                   | —                    | —                    | —                    | —                    | Sing the Sorrow                          |
| 2004                                      | "Head Like a Hole"         | —                    | —                    | —                    | —                    | —                    | —                    | —                    | —                    | Grand Theft Auto: San Andreas soundtrack |
| 2006                                      | "Miss Murder"              | 24                   | 28                   | 1                    | 13                   | 14                   | —                    | 93                   | 44                   | Decemberunderground                      |
| 2006                                      | "Love Like Winter"         | 68                   | 71                   | 4                    | —                    | 44                   | —                    | —                    | 76                   | Decemberunderground                      |
| 2007                                      | "The Missing Frame"        | —                    | —                    | 17                   | —                    | —                    | —                    | —                    | —                    | Decemberunderground                      |
| 2007                                      | "Carcinogen Crush"         | —                    | —                    | —                    | —                    | —                    | 81                   | —                    | —                    | Non-album single                         |
| 2009                                      | "Medicate"                 | —                    | —                    | 7                    | —                    | —                    | —                    | —                    | —                    | Crash Love                               |
| 2010                                      | "Beautiful Thieves"        | —                    | —                    | 23                   | —                    | —                    | —                    | —                    | —                    | Crash Love                               |
| "—" denotes a release that did not chart. |                            |                      |                      |                      |                      |                      |                      |                      |                      |                                          |

### EP'er
- Dork (1993)
- Behind the Times (1993)
- Eddie Picnic's All Wet (1994)
- This Is Berkeley, Not West Bay (1994)
- Bombing the Bay (1995)
- Fly in the Ointment (1995)
- A Fire Inside EP (1998)
- Black Sails EP (1999)
- All Hallow's EP (1999)
- The Days of the Phoenix EP (2001)
- 336/Now the World Picture Disc (2002)

## Videografi

### DVD'er
- Sing the Sorrow DVD edition (2003)
- I Heard a Voice (2006)

### Videoer
- He Who Laughs Last... fra Very Proud of Ya (1996)
- Third Season fra Shut Your Mouth and Open Your Eyes (1997)
- Totalimmortal fra All Hallow's EP (1999)
- The Days of the Phoenix fra The Art of Drowning (2000)
- Girl's Not Grey fra Sing the Sorrow (2003)
- The Leaving Song Pt. II fra Sing the Sorrow (2003)
- Silver and Cold fra Sing the Sorrow (2004)
- Miss Murder fra Decemberunderground (2006) (Director's Cut indeholder Prelude 12/21)
- Love Like Winter" fra Decemberunderground (Director's Cut indeholder slutningen på The Interview)

### Filmede optrædener
- MTV Hard Rock Live halv-times optræden (2003)
- MTV Icon: The Cure med en coverversion af "Just Like Heaven" (2004)
- MTV2 Live hel-times optræden (2006)
- MTV 2006 Movie Awards med "Miss Murder" (2006)
- Spike Video Game Awards med "Summer Shudder" (2006)
- MTV Goes Gold: New Year's Eve 2007 med en coverversion af Blur's "Song 2", "Love Like Winter" og kort sammen med Three 6 Mafia. (2007)
- Saturday Night Live med "Love Like Winter" og "Miss Murder". (2007)

## Fodnoter
1. ↑  "More Havok : Rolling Stone". Arkiveret fra originalen 29. juni 2007. Hentet 8. februar 2007.
2. ↑  "AFI | Official Site". Arkiveret fra originalen 27. september 2011. Hentet 8. februar 2007.
3. ↑  "AFI's Billboard Album Chart Historik". Arkiveret fra originalen 10. marts 2007. Hentet 10. marts 2007.
4. ↑  
Allmusic.com Decemberunderground anmeldelse
5. ↑  "AFI's Billboard Singles Chart Historik". Arkiveret fra originalen 10. marts 2007. Hentet 10. marts 2007.
6. ↑  Hasty, Katy (2006-06-14). "AFI burns brightly with #1 debut". Billboard. Arkiveret fra originalen 2. februar 2007. Hentet 2006-07-08.
7. 1 2 3 4 5  [kilde mangler]
8. ↑  "Billboard Alternative Songs". Arkiveret fra originalen 29. juli 2011. Hentet 8. februar 2007.
9. ↑  "Australian singles chart". australian-charts.com. Hentet 2009-01-08.
10. ↑  "German singles chart". musicline.de. Arkiveret fra originalen 15. august 2012. Hentet 2009-01-08.
11. ↑  Roberts, David. Guinness Book of British Hit Singles & Albums. Guinness World Records Ltd 17th edition (2004), p. 12 ISBN 0-85112-199-3